# The Miz
The Miz, pseudonimo di Michael Gregory Mizanin (Parma, 8 ottobre 1980), è un wrestler, attore e personaggio televisivo statunitense sotto contratto con la WWE.
In carriera ha detenuto due volte il WWE Championship, otto volte l'Intercontinental Championship, due volte lo United States Championship, due volte il World Tag Team Championship (con John Morrison e Big Show), cinque volte il World Tag Team Championship (con John Morrison, John Cena, Damien Mizdow, Big Show e R-Truth) e due volte lo SmackDown Tag Team Championship (con John Morrison e Shane McMahon), risultando essere il quattordicesimo wrestler nella storia della WWE ad aver completato il Grande Slam e l'unico, insieme a Seth Rollins, ad averlo completato due volte; ha inoltre vinto l'edizione 2010 del Money in the Bank e l'edizione 2018 della Mixed Match Challenge (con Asuka). È stato inoltre Guest Host di WrestleMania 39 e SummerSlam (2013 e 2024). 

## Biografia
Michael Mizanin nacque a Parma (Ohio) da Barbara Lynn e George Mizanin; la sua famiglia ha origini greche, slovacche, rumene e tedesche.

## Carriera

### WWE (2004–presente)

#### Tough Enough(2004–2005)
Nell'ottobre del 2004 partecipò alla quarta edizione di Tough Enough, un reality show, il cui vincitore avrebbe ottenuto un contratto con la WWE. Nel corso del programma Mizanin eliminò altri sei wrestler, fino ad arrivare in finale con Daniel Puder. Il 12 dicembre 2004 ad Armageddon, affrontò Puder in un incontro di boxe, ma uscì sconfitto ai punti

#### Territori di sviluppo (2005–2006)

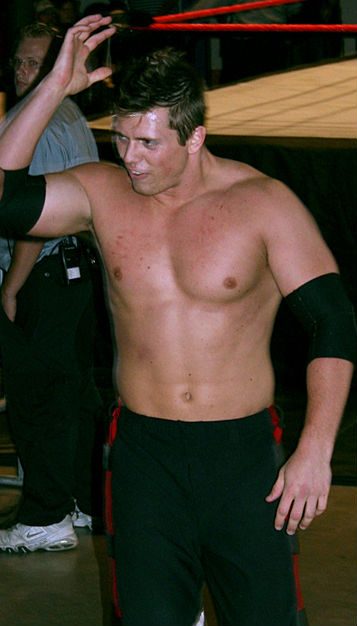
The Miz nel 2005

Nonostante la sconfitta a Tough Enough, Mizanin suscitò l'interesse della WWE e gli venne offerto un contratto di sviluppo. Mizanin fu mandato alla Deep South Wrestling per essere allenato da Bill DeMott. Nel luglio del 2005 lottò due dark match in tag team con l'ex vincitore del Tough Enough, Matt Cappotelli, contro gli Highlanders. Il 1º dicembre, Mizanin sconfisse Mike Knox nelle finali di un torneo per incoronare il primo campione dei pesi massimi della Deep South Wrestling.
Continuò a lottare in coppia con Matt Cappottelli durante la seconda metà del 2005 nei dark match e negli house show della WWE, fino a quando a Cappottelli fu diagnosticato un tumore al cervello dopo un infortunio nel dicembre 2005.
Il 3 gennaio venne reso noto lo spostamento di Mizanin alla Ohio Valley Wrestling. Il 18 gennaio 2006 durante uno show televisivo della OVW, Mizanin debuttò come "The Miz" in un segmento noto come Miz TV dove conduceva delle interviste nel backstage. Parlò con Caylen Croft, suo presunto compagno di tag team in OVW, ma Croft annunciò il suo ritiro dall'attività dopo che qualcuno aveva tagliato i capelli a Johnny Jeter, augurando a Mizanin buona fortuna nel mondo del wrestling. Quando Croft se ne andò, Mike si riunì al suo vecchio compagno Matt Cappotelli e Christy Hemme battendo gli Highlanders in un incontro quella stessa sera.
Nello show OVW del 28 gennaio 2006, The Miz lottò il suo primo incontro in singolo contro René Duprée. Nonostante le interferenze di Chet the Jet e Seth Skyfire, The Miz andò vicino a vincere il match quando improvvisamente Chris Croft arrivò per attaccare Seth Skyfire. Quando The Miz uscì dal ring per provare a calmare Croft, finì per perdere l'incontro per count out.
The Miz e Caylen Croft vinsero gli OVW Southern Tag Team Championship durante le registrazioni OVW dell'8 febbraio 2006, sconfiggendo Chet the Jett e Seth Skyfire.. In quella definita come una "mossa disciplinare", la WWE licenziò Caylen Croft durante la settimana del 18 marzo, rendendo necessario dichiarare vacanti i titoli di The Miz e dello stesso Croft. Il 19 marzo 2006, Deuce Shade sconfisse Miz in un incontro singolo facendo vincere alla sua squadra The Untouchables (Deuce Shade & Domino) i titoli di coppia.

#### Annunciatore e primi match (2006–2007)
Il 7 marzo 2006, WWE.com presentò un video di "The Miz" dicendo che sarebbe arrivato a SmackDown!, e in aprile a SmackDown! furono mandati dei filmati per annunciare il suo debutto. Comunque, quando alla fine Mizanin provò a fare il suo debutto il 21 aprile 2006, il "responsabile del network" Palmer Cannon gli impedì di accedere all'arena (kayfabe) dicendo che il suo debutto era stato "annullato", prima di farlo scortare fuori dalla security.
A WrestleMania 22, Mizanin era uno dei gangster che ha accompagnato John Cena nella sua entrata.
Il 31 maggio 2006, WWE.com annunciò che avrebbe lavorato come "annunciatore" di SmackDown! e debuttò il 2 giugno 2006, annunciando la card dello show e provando a incitare il pubblico. Altri compiti dell'annunciatore furono condurre interviste nel backstage e presentare un concorso di bellezza in bikini. Le apparizioni come annunciatore furono sporadiche, al punto da farlo sparire in un paio di settimane.
A luglio, assieme ad Ashley Massaro, divenne presentatore dell'annuale Diva Search apparendo sia a Raw che a SmackDown!. Al debutto nel suo nuovo incarico, di fronte al pubblico dal vivo di Raw, Miz sembrò nervoso e sbagliò le sue battute, confondendo i nomi delle partecipanti. Nonostante sembrò migliorare di settimana in settimana, venne velocemente preso di mira dagli scherzi delle altre WWE Superstars durante le puntate.
Terminato il Diva Search, tornò stabilmente a SmackDown! e adottò un allineamento da heel, iniziando la sua carriera in-ring vincendo contro Tatanka il 1º settembre 2006.
Dopo questa vittoria, assieme al commentatore Michael Cole, iniziò a far notare continuamente di essere "imbattuto", nonostante avesse combattuto solo cinque incontri nei due mesi successivi, sconfiggendo lottatori come Funaki, Matt Hardy, e Scotty 2 Hotty.. Nello stesso periodo iniziò una faida con la vincitrice del Diva Search Layla, che aveva rifiutato le sue avance in più di un'occasione, portando Miz ad aiutare Kristal a sconfiggerla in varie competizioni: una di queste vide i due trionfare su Vito e la stessa Layla. Presto, comunque, Miz e Kristal si trovarono perseguitati dal rientrante The Boogeyman, il quale costrinse The Miz alla sua prima sconfitta a Armageddon. Un mese dopo partecipa per la prima volta alla Royal Rumble, entrando col numero 29, ma venendo eliminato pochi secondi dopo il suo ingresso da The Great Khali.
Dopo un breve periodo di assenza dalla TV, Miz tornò a SmackDown! per condurre un segmento chiamato Miz TV nel quale intervistava altre superstar. Dopo il segmento, che non portò da nessuna parte, Mizanin tornò a lottare usando uno stile più intenso e iniziò di nuovo a racimolare vittorie. Nell'edizione di Raw dell'11 giugno 2007, Miz affrontò e sconfisse Gene Snitsky in un incontro valevole per decretare quale dei due brand in gioco avrebbe guadagnato una 'pescata' dagli altri due roster. In realtà Snitsky distrusse facilmente The Miz, ottenendo la pescata alla ECW ma, poiché continuò a infierire sull'avversario dopo la fine del match, l'arbitro invertì il risultato assegnando la vittoria a The Miz e a SmackDown!

#### Alleanza con John Morrison (2007–2009)

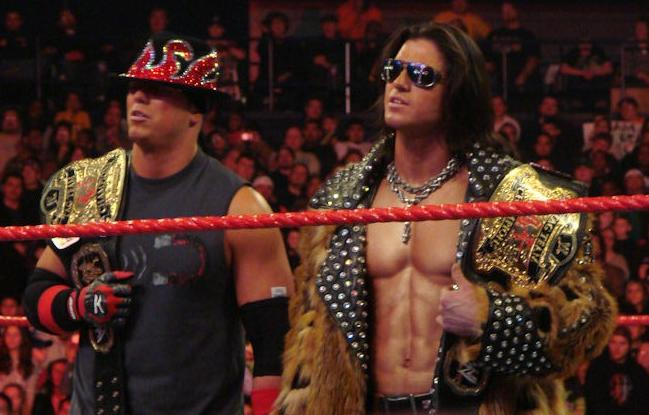
The Miz (a sinistra) con John Morrison (a destra) nel 2009

Tuttavia, qualche giorno dopo, Miz fu spostato da SmackDown alla ECW durante una draft supplementare. Non partecipò allo show nelle prime settimane, ma fu protagonista di commenti nel backstage o di filmati che ne annunciavano l'arrivo. Debuttò il 10 luglio, sconfiggendo Nunzio. Successivamente, l'Extreme Exposè iniziò a mostrare ammirazione verso di lui, permettendogli di iniziare una nuova gimmick come auto-proclamatosi "chick magnet". Le tre componenti dell'Extreme Exposè divennero quindi manager di The Miz, che iniziò una faida con Balls Mahoney quando Kelly Kelly (kayfabe) si innamorò di quest'ultimo. Nell'edizione del 2 ottobre della ECW, Miz rivelò di possedere il contratto di Kelly Kelly, Layla El e Brooke Adams dell'Extreme Exposè, e utilizzò questa scusa per impedire a Kelly Kelly di frequentare Balls Mahoney. Vinse un sondaggio a Cyber Sunday per affrontare CM Punk, per l'ECW Championship, ma perse l'incontro.
Il 16 novembre, apparendo a SmackDown!, Miz e John Morrison vinsero i WWE Tag Team Championship battendo Matt Hardy e Montel Vontavious Porter, ottenendo il suo primo titolo della sua esperienza in WWE.
Assieme a Morrison, The Miz condusse uno show su WWE.com chiamato "The Dirt Sheet", dove Miz e Morrison presero in giro il resto del roster e mostrarono le loro capacità al microfono. Miz e Morrison ottennero molte difese titolate nei mesi successivi, prima di perdere le cinture a favore di Curt Hawkins e Zack Ryder a The Great American Bash in un Fatal 4-Way match che vide partecipare anche Jesse e Festus e Finlay ed Hornswoggle. Né Miz né Morrison furono schienati, dato che Hawkins schienò Jesse per vincere l'incontro. I due ebbero una breve faida con la D-Generation X che finì il 3 novembre con la vittoria di Triple H e Shawn Michaels. Dopo aver vinto 2 Slammy Award per la migliore coppia dell'anno e il miglior show, Morrison e Miz batterono CM Punk e Kofi Kingston il 13 dicembre durante un House Show, vincendo il World Tag Team Championship. Miz e Morrison iniziarono una rivalità con i fratelli Colón (Carlito e Primo), che si concluse a WrestleMania XXV per i World Tag Team Championship ed i WWE Tag Team Championship, vinti da Carlito e Primo in un Lumberjack match valevole per l'unificazione dei titoli di coppia.

#### Regni titolati (2009–2010)

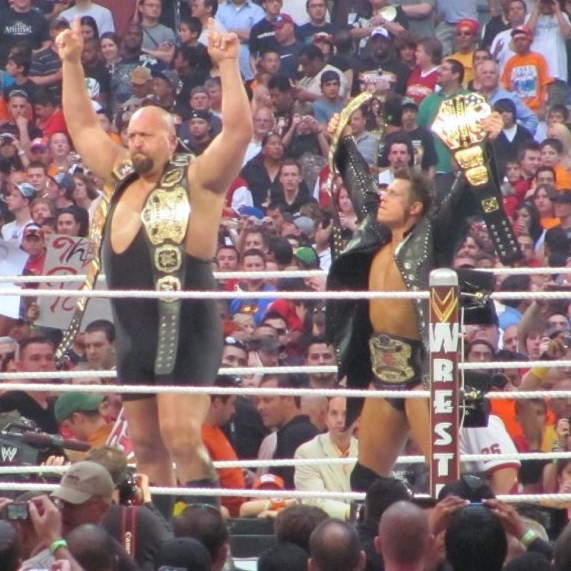
The Miz (a destra) con Big Show (a sinistra) nel 2010

Nella puntata di Raw del 27 aprile, Miz sfidò John Cena in un match, ma con Cena fuori per infortunio, Miz si proclamò vincitore per forfait. Nella puntata di Raw del 3 agosto, The Miz venne sconfitto da Cena nella rivincita, e da stipulazione fu bandito da Raw e SummerSlam (kayfabe).
Nell'edizione di Raw dopo il PPV Over The Limit, The Miz viene sconfitto da R-Truth in un match valido per il titolo US vacante. Il 14 giugno batté in un Fatal 4 Way il campione R-Truth, John Morrison e Zack Ryder, riconquistando la cintura US che difende anche a Fatal 4-Way sconfiggendo R-Truth. 

#### WWE Champion (2010–2011)

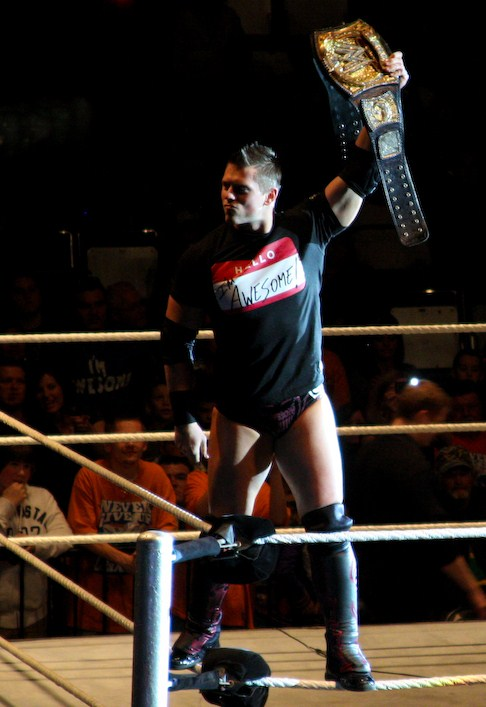
The Miz con il WWE Championship nel 2011

A Money in the Bank The Miz riesce a conquistare la valigetta valida per la title shot al WWE Championship. Dopo appena 24 ore la valigetta potrebbe già permettergli di conquistare il WWE Championship: dopo aver infatti intimorito Sheamus, detentore della cintura, ricordandogli come possa sfidarlo in qualsiasi momento, The Miz prova a utilizzare il suo contratto successivamente al match tra Evan Bourne e il WWE Champion, dopo aver messo KO quest'ultimo con una Skull Crushing Finale sulla valigetta. Purtroppo il ritorno di R-Truth gli impedisce di iniziare il match. Una scena simile si ripete nell'edizione successiva: The Miz prova nuovamente a utilizzare il suo contratto dopo che Randy Orton ha colpito Sheamus con una RKO, ma la stessa sorte tocca anche a lui. Oltre al danno, si aggiunge poi la beffa, visto che il General Manger sancisce un curioso Tag Team Match come Main Event: Chris Jericho e John Cena contro Sheamus e The Miz, il quale ottiene la vittoria schienando il leader della Cenation, vittima di una Codebreaker a tradimento da parte del suo Tag Team Partner. The Miz partecipa anche al Main Event anche sette giorni dopo, venendo però sconfitto da Randy Orton. Una vittoria su Evan Bourne e la richiesta da parte di Bret Hart e John Cena di entrare a far parte del Team WWE che affronterà a WWE SummerSlam il Nexus sembrano proiettare il WWE United States Champion verso un ruolo di primo piano, ma l'Awesome One commette l'errore di non dare una risposta immediata e al PPV si vede rubare il posto nientemeno che dal rientrante Daniel Bryan, il suo ex Rookie nella prima stagione di NXT. The Miz non accetta l'affronto e durante l'incontro colpisce con la valigetta il suo sostituto, facendolo eliminare. Nonostante ciò, il Team WWE si aggiudicherà ugualmente l'incontro. Non soddisfatto, la sera successiva il WWE United States Champion e Alex Riley distraggono Daniel Bryan e permettono a Michael Tarver di sconfiggerlo. A Night of Champions The Miz viene sconfitto da Daniel Bryan per sottomissione perdendo così il titolo US. A Hell in a Cell The Miz viene ancora sconfitto da Daniel Bryan in un Triple Threat Match Submission, in cui vi era anche John Morrison, che conserva il titolo US.
Ormai non più concentrato sul titolo U.S., Miz manifesta la volontà di essere il capitano del team Raw che dovrà affrontare a Bragging Rights il team di Smackdown, guidato da Big Show. Miz si gioca i gradi di capitano in un match contro John Cena a Raw e l'incontro viene vinto proprio da Mizanin con la complicità di Husky Harris e Michael McGillicutty, intervenuti per ordine di Wade Barrett, leader del Nexus.

#### Alleanza e faida con R-Truth (2011–2012)
Nella puntata di Raw del 1º agosto, forma un'alleanza con R-Truth e vince un match di coppia battendo Rey Mysterio e John Morrison. A Summerslam perde un Tag Team con Alberto Del Rio e R-Truth contro Rey Mysterio, John Morrison e Kofi Kingston. A Night of Champions, The Miz e R-Truth sfidano Evan Bourne & Kofi Kingston con i titoli di coppia in palio, ma perdono per squalifica quando The Miz attacca l'arbitro. Sempre a Night Of Champions gli Awesome Truth intervengono nel match tra CM Punk e Triple H Attaccando entrambi e attaccando anche l'arbitro. Nella puntata successiva di Raw, entrambi vanno a chiedere scusa a Triple H e quest'ultimo accetta ma devono pagare una multa di 250.000 dollari per aver messo le mani addosso ad un ufficiale di gara. Nella stessa sera nel main event, perdono contro John Cena e CM Punk un match di coppia. Alla fine del match, fa la sua comparsa sullo stage Triple H dicendo che gli Awesome Truth sono licenziati.
Nel 2012, inizia una faida con R-Truth, suo ex compagno, e lo affronta in un match dove il perdente sarebbe diventato il primo ad entrare nel Royal Rumble Match. Al PPV, entra appunto con il numero 1, e contro ogni aspettativa prende parte al match, da lui svolto in maniera ottima, fino a pochi secondi dopo l'entrata del lottatore n.30, Big Show, che lo elimina, contemporaneamente a Cody Rhodes.

#### Varie faide (2012–2013)

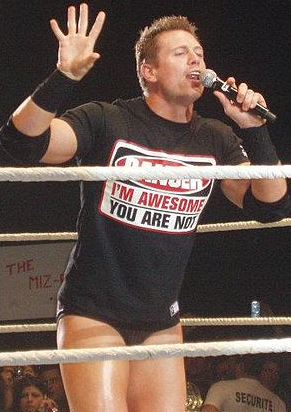
The Miz nel 2012

Nella puntata di Raw del 6 febbraio partecipa alla Six Pack Challenge contro gli altri partecipanti dell'Elimination Chamber per decretare chi guadagnerà il diritto di entrare per ultimo nella contesa al prossimo pay per view, ma il match viene vinto da Chris Jericho.
Dopo aver ricevuto una RKO da Randy Orton, Miz non si è più presentato nelle settimane a venire, con la WWE che ha confermato l'inattività temporanea del lottatore perché sarà impegnato a recitare nel film Presa mortale 3: Homefront.
Ritorna nel pay-per-view Money in the Bank, ma non riesce a conquistare la valigetta, che viene vinta da John Cena.
A Raw 1000, si rivela essere l'avversario misterioso di Christian, e sconfiggendolo, conquista per la prima volta in carriera l'Intercontinental Championship: con questa vittoria, Miz diviene il 25º Triple Crown Champion.

#### Opportunità titolate (2013–2014)
A Raw Old School chiama al suo corner il suo mentore, "The Nature Boy" Ric Flair, e sconfigge con la Figure Four Leg-Lock Dolph Ziggler. A Raw, l'11 marzo, il suo match con Chris Jericho finisce in No Contest, dopo che accidentalmente Jericho lancia Miz contro Wade Barrett, che stava osservando il match dal tavolo dei commentatori; Barrett ha tuttavia la peggio e viene colpito dalla Skull Crushing Finale di Miz e dalla Codebreaker di Jericho. Nella puntata di Raw del 18 marzo viene sconfitto nel Triple Threat Match valido per l'Intercontinental Championship che comprendeva anche Chris Jericho e il vincitore del match, Wade Barrett.

#### Alleanza con Damien Sandow (2014–2015)

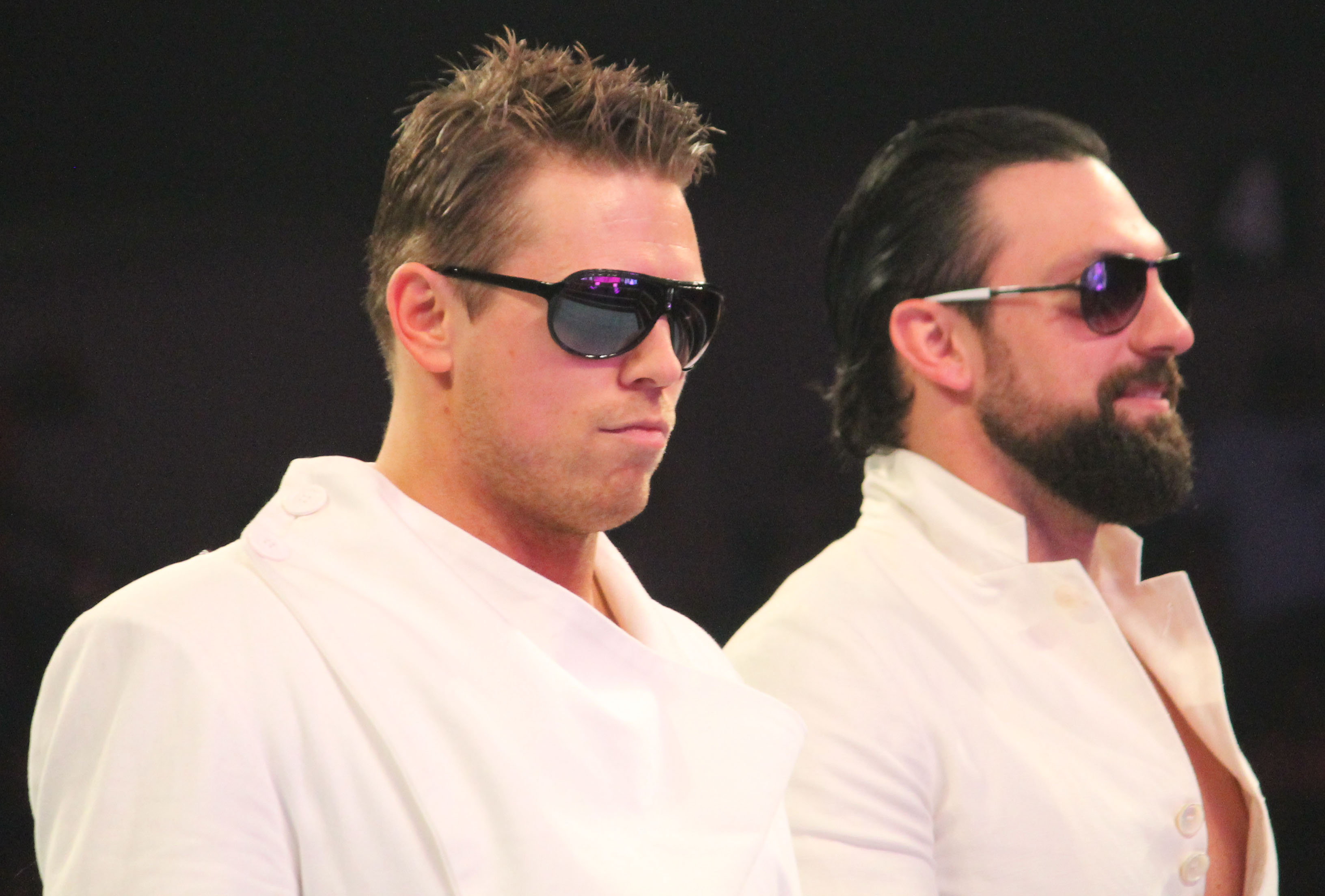
The Miz (a sinistra) con Damien Sandow (a destra) nel 2014

Dopo due mesi di assenza a causa delle riprese di The Marine 4: Moving Target, The Miz è tornato il 30 giugno a Raw ed ha immediatamente insultato la folla affermando di essere l'unica superstar "multi-piattaforma" della WWE rivelandosi così un heel. È stato interrotto dal rientrante Chris Jericho che lo ha colpito con una Codebreaker.

#### Faida con Big Show (2015–2016)
Nella puntata di Raw dopo Elimination Chamber, Miz era stato messo in un match contro Ryback, ma Big Show lo ha messo KO non facendo così iniziare la contesa. A Money in the Bank, Miz ha interferito nel match valido per l'Intercontinental Championship tra Ryback e Big Show attaccando quest'ultimo facendo mantenere il titolo a Ryback. È stato reso ufficiale la settimana seguente che affronterà Ryback e Big Show a Battleground per l'Intercontinental Championship; match che a Battleground non si è disputato a causa di un infortunio subìto dal campione in carica. Il match si è poi disputato a SummerSlam, dove il Big Guy ha mantenuto la corona.

#### Intercontinental Champion (2016–2018)

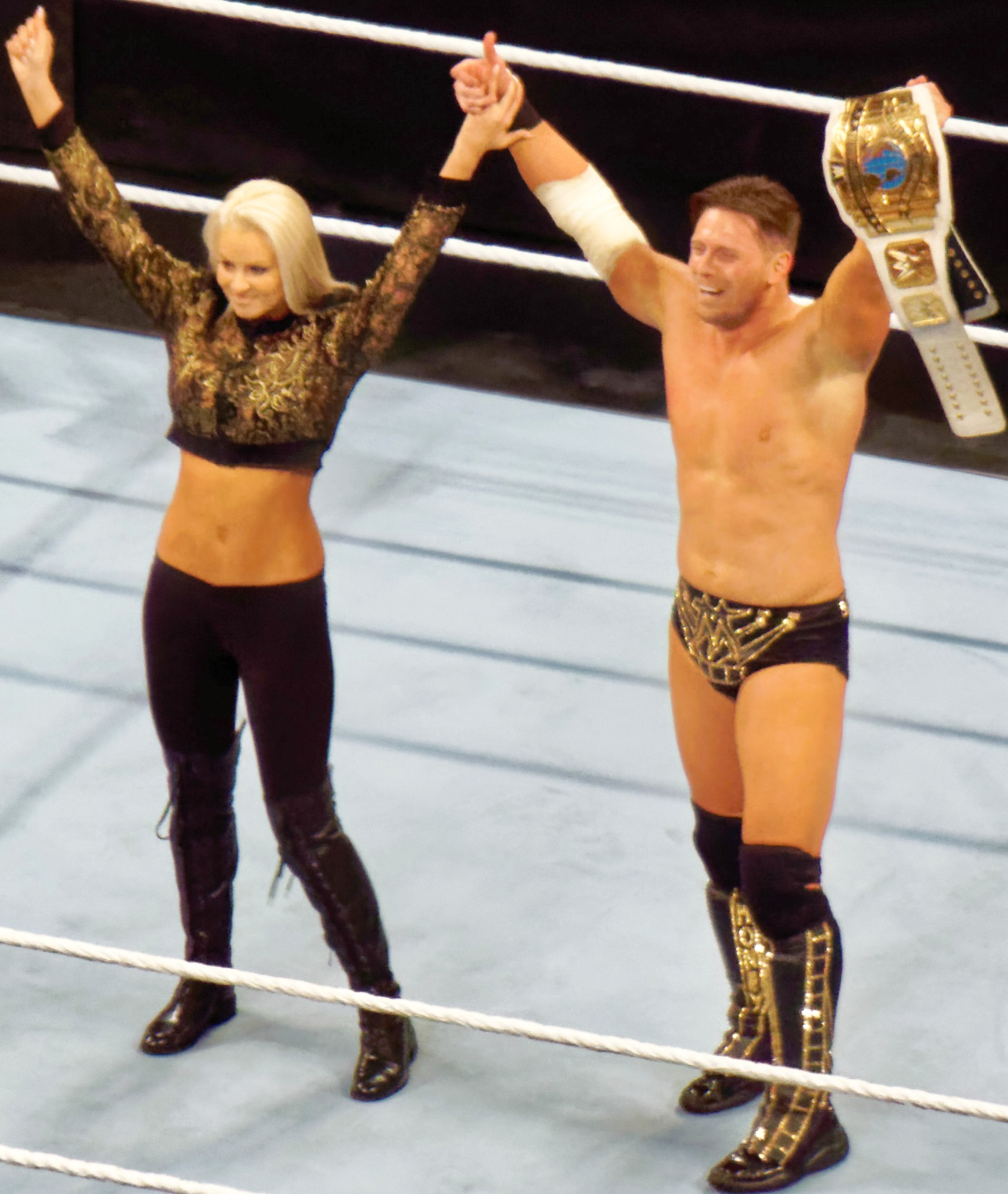
The Miz (a destra) con Maryse (a sinistra) nel 2016

Nella puntata di Raw successiva a WrestleMania 32, The Miz ha sfidato Zack Ryder in un match per l'Intercontinental Championship che ha vinto per la quinta volta, dopo che la moglie Maryse ha fatto il suo ritorno distraendo Ryder. Ha iniziato una faida con Cesaro che ha sconfitto a payback grazie all'interferenza di Kevin Owens e Sami Zayn. Questo ha portato ad un fatal 4 way per il titolo intercontinentale a Extreme Rules vinto da The Miz. Successivamente ha sconfitto Darren Young a Battleground difendendo il titolo e ha intrapreso una piccola faida con Apollo Crews che è sfociata in un match titolato a Summerslam vinto dal campione. Per Backlash lo sfidante è stato Dolph Ziggler che non è riuscito a far sua la cintura grazie a una scorrettezza di Maryse, moglie del campione intercontinentale. La voglia di Ziggler di tornare campione era talmente tanta che ha deciso di mettere in palio la sua carriera pur di avere un match titolato contro The Miz per No Mercy. A vincere è stato Ziggler che però ha perso il titolo in un episodio di Smackdown e ha inoltre perso la rivincita nel ppv TLC in un ladder match.

#### Alleanza con Shane McMahon (2018–2019)
Con lo Shake-up del 16 aprile The Miz è passato al roster di SmackDown. Il 27 aprile, a Greatest Royal Rumble, The Miz ha partecipato ad un Ladder match per l'Intercontinental Championship che includeva anche Finn Bálor (appartenente a Raw), Samoa Joe e il campione Seth Rollins (appartenente a Raw anch'egli) ma il match è stato vinto da quest'ultimo, che ha così mantenuto il titolo.

#### Varie faide (2019–2020)
Nella puntata di Raw del 20 maggio The Miz è stato sconfitto da Drew McIntyre. Nella puntata di Raw del 27 maggio The Miz ha partecipato ad un Fatal 4-Way match per determinare il contendente nº1 all'Universal Championship di Seth Rollins che comprendeva anche Baron Corbin, Bobby Lashley e Braun Strowman ma il match è stato vinto da Corbin. Nella puntata di SmackDown dell'11 giugno The Miz è stato sconfitto da Drew McIntyre; quella stessa sera, inoltre, The Miz è stato sconfitto da Shane McMahon, ma poco dopo ha sconfitto Elias.

#### Reunion con John Morrison (2020–2021)
Il 26 gennaio, alla Royal Rumble, The Miz partecipò al match omonimo entrando col numero 17 ma venne eliminato da Drew McIntyre. Il 31 gennaio, a SmackDown, The Miz e il rientrante John Morrison vinsero un Fatal 4-Way Tag Team match contro gli Heavy Machinery, i Lucha House Party (Gran Metalik e Lince Dorado) e i Revival, diventando i contendenti n°1 allo SmackDown Tag Team Championship del New Day (Big E e Kofi Kingston). Il 27 febbraio, a Super ShowDown, The Miz e Morrison sconfissero il New Day conquistando lo SmackDown Tag Team Championship per la prima volta. L'8 marzo, ad Elimination Chamber, The Miz e Morrison difesero i titoli Dolph Ziggler e Robert Roode, gli Heavy Machinery, i Lucha House Party, il New Day e gli Usos in un Tag team elimination chamber match per lo SmackDown Tag Team Championship. Il 17 aprile, a SmackDown, Big E, in rappresentanza del New Day, vinse un triple threat match che comprendeva anche Jey Uso (in rappresentanza degli Usos) e The Miz (in rappresentanza di sé stesso e John Morrison) segnando la fine del regno di The Miz e Morrison dopo 50 giorni. Il 14 giugno, a Backlash, The Miz e Morrison provarono a conquistare l'Universal Championship affrontando il campione Braun Strowman in un Two-on-one handicap match ma vennero sconfitti. Il 25 ottobre, ad Hell in a Cell, prevalse su Otis, grazie al tradimento di Tucker, conquistando il Money in the Bank contract (dello stesso Otis). Il 20 dicembre, a TLC: Tables, Ladders & Chairs, incassò il Money in the Bank durante il match tra Drew McIntyre e AJ Styles, valevole per il WWE Championship di McIntyre, trasformandolo in un Triple threat tables, ladders and chairs match; tuttavia l'incasso non venne convalidato poiché venne annunciato da John Morrison e non The Miz, mentre McIntyre vinse l'incontro. Il 31 gennaio, alla Royal Rumble, partecipò all'omonimo incontro entrando col numero 15 e venendo eliminato da Damian Priest. Riuscì poi ad incassare il Money in the Bank su Drew McIntyre il 21 febbraio, ad Elimination Chamber, vincendo il WWE Championship per la seconda volta. Perse tuttavia il titolo contro Bobby Lashley in un lumberjack match otto giorni dopo a Raw, nella puntata del 1º marzo. Il 10 aprile, a WrestleMania 37, The Miz e Morrison vennero sconfitti da Bad Bunny e Damian Priest.

#### Varie faide e reunion degli Awesome Truth (2021–presente)
Nella puntata di Raw del 29 novembre tornò, dopo il licenziamento di John Morrison, insieme a sua moglie Maryse, a fare squadra interrompendo un segmento di Edge. Successivamente, dopo vari segmenti,  i due si sono sfidati per Day 1 ma il match, svoltosi il 1º gennaio, venne vinto da Edge grazie all’aiuto di Beth Phoenix (moglie di quest'ultimo). Il 29 gennaio, alla Royal Rumble, The Miz e Maryse vennero sconfitti da Edge e Beth Phoenix in un Mixed Tag Team match. Il 19 febbraio, nel Kick-off di Elimination Chamber, perse contro Rey Mysterio. Il 2 aprile, nella prima serata di WrestleMania 38, The Miz e Logan Paul trionfarono su Rey e Dominik Mysterio, ma al termine dell'incontro lo stesso colpì Paul con la Skull-Crushing Finale. Il 30 luglio, a SummerSlam, venne poi sconfitto da Logan Paul. Il 28 gennaio, alla Royal Rumble, partecipò all'incontro omonimo entrando col numero 3 ma venne eliminato da Sheamus. Venne poi scelto come special host di WrestleMania 39 e in entrambe le serate ebbe due match improvvisati in cui perse prima contro Pat McAfee e poi contro Snoop Dogg. L'8 maggio, a Raw, prese parte ad un triple threat match insieme a Cody Rhodes e Finn Bálor valevole per le semifinali per l'assegnazione del World Heavyweight Championship ma fu Bálor a prevalere. Il 5 agosto, a SummerSlam, prese parte ad una battle royal ma venne eliminato da LA Knight. Il 2 settembre, a Payback, venne sconfitto da LA Knight in un match arbitrato da John Cena. Successivamente, effettuò un turn face e il 6 novembre, a Raw, vinse un fatal four-way match che comprendeva anche Bronson Reed, Ivar e Ricochet diventando il nuovo sfidante di Gunther per l'Intercontinental Championship. Il 25 novembre, a Survivor Series WarGames, affrontò appunto Gunther per l'Intercontinental Championship ma venne sconfitto. Nella puntata di Raw del 18 dicembre venne nuovamente sconfitto da Gunther in un last chance match, non riuscendo a conquistare l'intercontinental Championship.
Il 27 gennaio, a Royal Rumble, partecipò all'omonimo incontro entrando col numero 25 ma venne eliminato da Gunther. Nella puntata di SmackDown del 16 febbraio venne sconfitto da Logan Paul, non riuscendo a qualificarsi per l'elimination chamber match. Dopo essersi riunuto con R-Truth per riformare gli Awesome Truth, e nella puntata di Raw del 18 marzo i due sconfissero gli Indus Sher (Sanga e Veer) qualificandosi per il ladder match per l'Undisputed WWE Tag Team Championship a WrestleMania XL. Il 6 aprile, a WrestleMania XL, gli Awesome Truh vinsero il Raw Tag Team Championship in un six-pack tag team ladder match che comprendeva anche i campioni del Judgment Day (Finn Bálor e Damian Priest), il New Day, Grayson Waller e Austin Theory e i #DIY. Persero le cinture, dopo 79 giorni, nella puntata di Raw del 24 giugno a discapito del Judgment Day (Finn Bálor e JD McDonagh) grazie anche all'interferenza decisiva di Liv Morgan.
Nella puntata di Raw del 30 settembre, The Miz ha tradito R-Truth tirandogli un calcio e causando la sconfitta degli Awesome Truth contro gli Authors of Pain.

## Vita privata
Il 21 febbraio 2014 si è sposato con la collega Maryse, dalla quale ha avuto due figlie.

## Personaggio

### Mosse finali

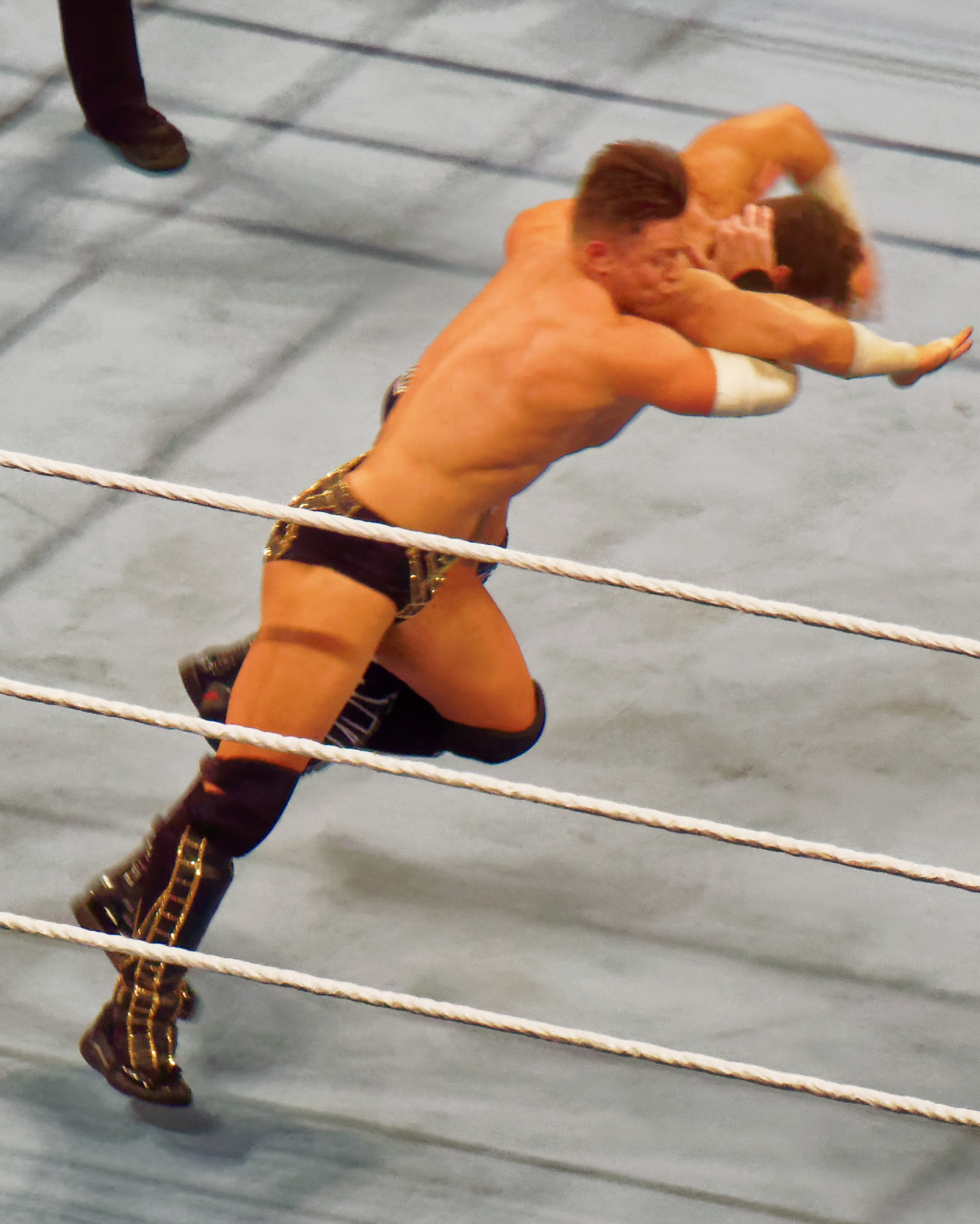
The Miz mentre esegue la Skull-Crushing Finale su Zack Ryder

- Figure-four leglock – 2013–presente
- Mizard of Oz (Swinging reverse DDT) – 2006–2007
- Reality Check (running knee lift seguita da una neckbreaker slam) - 2007-2009
- Skull-Crushing Finale (Full nelson facebuster) – 2009–presente

### Soprannomi
- "The Awesome One"
- "The A-Lister"
- “The Cross-Platform Multi-Media Superstar”
- “The Money Maker”
- "The Chick Magnet"
- "The Grand Mizard of Lust"
- "Miz-ter Money in the Bank"
- "Mr. Money in the Bank"
- "The Most Must-See WWE Superstar/WWE Champion of All Time"

## Titoli e riconoscimenti
- The Baltimore Sun

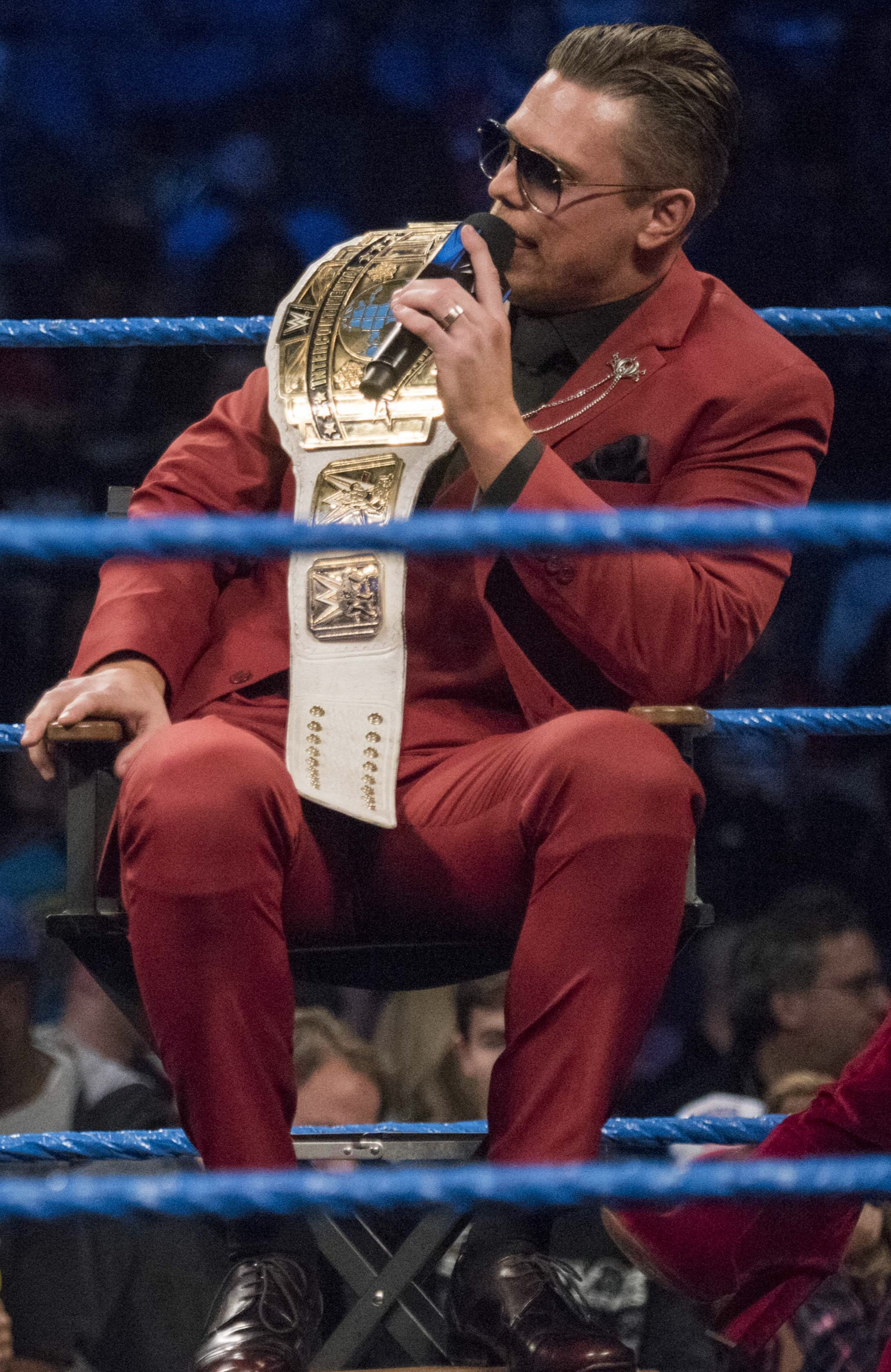
The Miz con l'Intercontinental Championship, titolo che ha detenuto otto volte

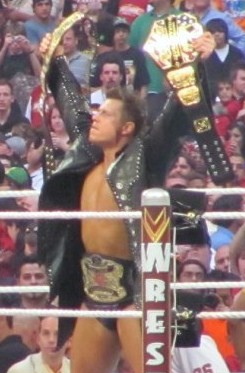
The Miz con lo United States Championship (nella mano sinistra), titolo che ha detenuto due volte, il WWE Tag Team Championship (mano destra), titolo che ha detenuto cinque volte e il World Tag Team Championship (alla vita), titolo che ha detenuto due volte

  - Most Improved Wrestler of the Year (2009)
  - Tag Team of the Year (2008) – con John Morrison

- Deep South Wrestling
  - DSW Heavyweight Championship (1)

- Ohio Valley Wrestling
  - OVW Southern Tag Team Championship (1) – con Chris Cage

- Pro Wrestling Illustrated
  - Most Hated Wrestler of the Year (2011)
  - Most Improved Wrestler of the Year (2016)
  - 1º tra i 500 migliori wrestler singoli nella PWI 500 (2011)

- Rolling Stone
  - 8° tra i 10 migliori wrestler dell'anno (2016)
  - Wrestler of the Year (2017)

- WWE
  - WWE Intercontinental Championship (8)
  - World Tag Team Championship (5)[55] – con Big Show (1), Damien Mizdow (1), John Cena (1), John Morrison (1) e R-Truth (1)
  - WWE Championship (2)
  - WWE SmackDown Tag Team Championship (2) – con John Morrison (1) e Shane McMahon (1)
  - WWE United States Championship (2)
  - World Tag Team Championship (2) – con Big Show (1) e John Morrison (1)
  - Money in the Bank (edizione 2010 e 2020)[Nota 1]
  - Mixed Match Challenge (edizione 2018) – con Asuka
  - Triple Crown Champion
  - Grand Slam Champion (nuovo formato)[56]
  - Slammy Award (2)
    - Best WWE.com Exclusive (edizione 2008) con John Morrison
    - Tag Team of The Year (edizione 2008) con John Morrison

- Wrestling Observer Newsletter
  - Most Improved (2008, 2009)
  - Tag Team of the Year (2008) con John Morrison

## Filmografia

### Cinema
- Candidato a sorpresa (The Campaign), regia di Jay Roach (2012)
- Presa mortale - Il nemico è tra noi (The Marine 3: Homefront), regia di Scott Wiper (2013)
- Queens of the Ring, regia di Jean-Marc Rudnicki (2013)
- The Marine 4: Moving Target, regia di William Kaufman (2015)
- Il piccolo aiutante di Babbo Natale (Santa's Little Helper), regia di Gil Junger (2015)
- Presa mortale 5 - Scontro letale (The Marine 5: Battleground), regia di James Nunn (2017)
- The Marine 6: Close Quarters, regia di James Nunn (2018)
- Una famiglia al tappeto (Fighting with My Family), regia di Stephen Merchant (2019) non accreditato
- The Miz: A-List Superstar, documentario in DVD (2019)
- Sognando il ring (The Main Event), regia di Jay Karas (2020)
- The Great Global Cleanup, regia di Zach King (2020)

### Doppiaggio
- Scooby-Doo! e il mistero del wrestling (Scooby-Doo! WrestleMania Mystery), regia di Brandon Vietti (2014)
- Scooby-Doo! e WWE - La corsa dei mitici Wrestlers (Scooby-Doo! and WWE: Curse of the Speed Demon), regia di Brandon Vietti (2016)

### Televisione
- Psych - serie TV, episodio 6x12 (2012)
- Coppia di Re (Pair of Kings) - serie TV, episodio 3x11 (2012)
- Christmas Bounty, regia di Gil Junger – film TV (2013)
- Sirens - serie TV, 1 episodio (2015)
- Supernatural - serie TV, episodio 11x15 (2016)
- Lex & Presley- Serie TV, 1 episodio (2021)
- Trainwreck: Woodstock ’99  - documentario di Netflix, 1 episodio, cameo non accreditato (2022)
- Biography: WWE Legends - serie tv, episodio “The Miz” (2024)
- Mr. McMahon - documentario di Netflix, 1 episodio, cameo non accreditato (2024)

## Programmi televisivi
- The Real World: Back to New York, episodi 2,3,4 e 22 (2001)
- Battle of the Seasons, vincitore (2002)
- The Gauntlet (2003-2004)
- WWE Tough Enough (2004)
- The Inferno (2004)
- Battle of the Sexes 2 (2004-2005)
- The Inferno II, vincitore (2005)
- Battle of the Network Reality Stars, episodi 1,2 (2005)
- Fear Factor, vincitore (2006)
- Identity, episodio 11 (2007)
- Ghost Hunters (2008)
- Are You Smarter Than a 5th Grader? (2009)
- Dinner:Impossible (2009)
- Destroy Build Destroy (2010)
- H8R, episodio 4 (2011)
- WWE Tough Enough (2011)
- Agora é Tarde, talk show brasiliano (2012)
- The Soup' (2012)
- Deal With It, episodio 18 (2014)
- Oh My English! -Stagione 3, episodio 22 (2014)
- Family Game Night (2014)
- Hell's Kitchen, 1 episodio - ospite non accreditato (2015)
- The Soup (2015)
- WWE Tough Enough, giudice, episodi 6-10 (2015)
- Total Divas (2016-2018)
- WWE Talking Smack, 3 episodi; presentatore (2016, 2020)
- The Challenge, presentatore (2017)
- Miz and Mrs., 20 episodi (2018- in corso)
- Cannonball, presentatore (2020- in corso)
- Dancing with the Stars, concorrente (2021)
- Celebrity Wheel Of Fortune, concorrente in una puntata (2021)
- American Gladiators, conduttore (2025)

## Web
- The Dirt Sheet, con John Morrison (2008/2009)
- Swerved, 5 episodi (2015)
- Tough Talk, presentatore, episodi 1-5 (2015)
- Undertaker - The Last Ride, 2 episodi (2020)

## Doppiatori italiani
Nelle versioni in italiano dei suoi film, è stato doppiato da:
- Massimo Rossi in Presa mortale 5 - Scontro letale
- Francesco Pezzulli in Supernatural, Christmas Bounty
- Patrizio Prata in Il piccolo aiutante di Babbo Natale
- Simone D'Andrea in Presa mortale - Il nemico è tra noi
- Lorenzo Scattorin in Presa mortale 4: Moving Target
- Alessio Cigliano in Sognando il ring

Come doppiatore, è sostituito da:
- Alessandro Budroni in Scooby-Doo e la corsa dei mitici wrestlers

## Discografia
- Dirt Sheet Records con John Morrison (2008)
- Hey Hey con John Morrison, di WWE Music Group (2020)